# Просењаковци
Просењаковци (словен. Prosenjakovci, мађ. Pártosfalva) су насељено место у општини Моравске Топлице, Помурска регија, Словенија.

## Историја
До територијалне реорганизације у Словенији били су у саставу старе општине Мурска Собота.

## Становништво
У попису становништва из 2011. године, Просењаковци су имали 178 становника.
| Број становника према пописима | Број становника према пописима | Број становника према пописима |
| ------------------------------ | ------------------------------ | ------------------------------ |
| 1991                           | 2002                           | 2011                           |
| 222                            | 187                            | 178                            |

## Галерија
- некадашњи гранични прелаз према Мађарској
- остаци дворца "Matzenau"